# Anfiteatro romano di Ivrea
L'anfiteatro di Ivrea è un anfiteatro romano costruito ad Eporedia, situato nei pressi dell'attuale centro storico di Ivrea (TO).

## Storia
L’anfiteatro della colonia romana di Eporedia (l'attuale Ivrea) venne costruito a metà del I secolo d.c. nei pressi della strada per Vercelli. Si pensa che potesse ospitare più di diecimila spettatori. Per la sua costruzione dovette essere parzialmente demolita una villa preesistente, della quale alcune strutture murarie furono inglobate nell'anfiteatro.
I resti dell'anfiteatro, la cui presenza è nota a partire dai primi anni del Novecento, furono scavati in modo sistematico tra il 1955 e il 1964. L'indagine venne estesa nei primi anni ottanta alla villa adiacente, della quale sono per ora stati esplorati solo alcuni locali. Nel corso di queste campagne di scavo furono portate alla luce, oltre alle strutture murarie, anche tracce di decorazioni murarie, monete, vasellame e resti di statue. Alcuni di questi reperti sono oggi esposti nelle sale del Museo civico Pier Alessandro Garda di Ivrea.

## Descrizione
Si tratta di un anfiteatro ellittico con un asse maggiore di 65 metri. Oltre ai resti dei muri perimetrali è ancora presente un cunicolo che consentiva il passaggio diretto di gladiatori e fiere dagli spalti al centro della cavea.  Alle estremità dell'asse maggiore erano presenti due ingressi per gli spettatori. Il podio era decorato con lastre di bronzo borchiate.

## Fruizione
Il teatro è sempre visibile dall'esterno della rete di recinzione dell'area archeologica. La visita dall'interno è possibile in particolari momenti dell'anno (es. alcune Giornate del Patrimonio organizzate dal FAI) oppure previo accordo con il comune di Ivrea o la Sovrintendenza per i beni archeologici del Piemonte. All'esterno della recinzione sono presenti alcuni pannelli descrittivi.